# Anthony Plog
Anthony Plog   (Glendale, 13 de novembre de 1947) Anthony (Clifton) Plog és un compositor, educador musical, director d'orquestra i trompetista nord-americà.

## Biografia
Plog va rebre la seva primera lliçó de trompeta als deu anys del seu pare Clifton Plog. Va assistir a la Universitat de Califòrnia - Los Angeles (UCLA) i es va graduar el 1969. Els seus professors de trompeta van ser Irving Bush, Thomas Stevens i James Stamp. Durant els seus estudis, va tocar la trompeta a l'Orquestra Filharmònica de Los Angeles amb directors com Zubin Mehta, James Levine, Michael Tilson Thomas i Claudio Abbado.
Va obtenir la seva primera experiència orquestral entre 1970 i 1973 com a trompetista principal a l'Orquestra Simfònica de San Antonio i després durant dos anys amb l'Orquestra Simfònica d'Utah. Va deixar aquesta darrera orquestra el 1976 per centrar-se en una carrera en solitari i com a compositor. Va viure a Los Angeles del 1976 al 1988 i va tocar com a trompetista a l'Orquestra de Cambra de Los Angeles, l'Orquestra Simfònica del Pacífic i també va treballar com a músic a les orquestres d'estudis de cinema, per exemple quan gravava la música de les pel·lícules Star Trek 1 (Sterrentocht), Gremlins, Rocky II, Rocky III, Altered States, etc.
El 1990 es va traslladar a Europa i es va convertir en trompetista solista de l'Orquestra Simfònica de Malmö. Des de 1993 va ser trompetista de l'Orquestra Simfònica de Basilea durant 3 anys. També va fer una gira pel Japó com a trompetista co-solista amb la Royal Philharmonic Orchestra d'Estocolm (2002) i amb l'Orquestra Simfònica de Buenos Aires per Alemanya i els Països Baixos (1997).
Com a trompetista també va treballar en formacions de música de cambra. Va ser cofundador del "Fine Arts Brass Quintet" i del "Summit Brass" i ha tocat amb els "Chicago Chamber Musicians", el "Chamber Music Northwest" i el "St. Louis Brass Quintet", entre d'altres. L'any 2001 va acabar la seva carrera en solitari com a trompetista per concentrar-se plenament en la composició.
Com a educador musical, va treballar a la Universitat del Sud de Califòrnia a Los Angeles, la Universitat Estatal de Califòrnia - Northridge i l'Acadèmia de Música de l'Oest. Des de 1993 és professor a la "Hochschule für Musik Freiburg" de Friburg de Brisgòvia. També imparteix classes a la "Schola Cantorum Baseliensis" de Basilea, al "Musikhögskolan Malmö" de Malmö i a l'Acadèmia Nacional de Santa Cecília de Roma.

## Composicions
Obres per a orquestra
- 1992 Landscapes,
- 1994 Concert nr. 2, per a orquestra i trompeta
- #Allegro moderato
- #Adagio, amb llibertat
- #Allegro vivace
- #Lento - Allegro moderato
- 1994 Nocturne, per a trompeta i orquestra de corda
- 1995 Triple Concerto, per a trompeta, trompa, trombó i orquestra
- Concert, per oboè i orquestra
- Concert, per a tuba i orquesra
- * Double Concerto, per a dues trompetes i orquestra de cambra
- Symfonie nr. 1, per a orquestra de cambra

Obres per orquestra de concerts o conjunt
- 1986 Concert, per a flauta i orquestra de concerts
- 1988 Concert nr. 1,
- #Adagio - allegro moderato
- #Andante
- #Allegro
- #Allegro
- 1990 Mini-Variations on Amazing Grace, per a trompeta, gran conjunt de metalls (4 trompetes, 4 trompes, 4 trombons, 2 tubes) i percussió
- 1994 Scherzo, voor groot koperensemble (4 trompetes, 4 trompes, 4 trombons, 2 tubes) i percussió
- 2004 Summit Fanfare, per a gran conjunt de metalls (4 trompetes, 4 trompes, 4 trombons, 2 tubes) i percussió
- 3 Miniatures, per a trompeta i banda de concert
- 3 Miniatures, per a trombó i orquestra de concerts
- 3 Miniatures, per a tuba orquestra de concerts
- Contemplations, per a fliscorn solo i orquestra de concerts[1]
- Evolutions, per orquestra de concerts

## Teatre musical

#### Opera's
| Voltooid in | títol                                        | actes | estrena | llibret     |
| ----------- | -------------------------------------------- | ----- | ------- | ----------- |
|             | How the trumpet got its toot, òpera infantil |       |         | Ronald Kidd |
|             | Santa's tale                                 |       |         | Ronald Kidd |

## Música vocal
- 1977 2 Escenes, per a soprano, trompeta i orgue
- 4 Sierra Scenes, per a soprano i quintet de metalls
- Animal Ditties, per a soprano, trompeta i piano - text: Ogden Nash[2]
- The Bells, per a soprano i piano (o conjunt de metalls) - text: Edgar Allan Poe

Música de cambra
- 1980 Suite, per a 6 trompetes
- 1983 4 Miniatures, per a viola i quintet de vent
- 1983 Animal Ditties II, per a altaveu, trompeta i piano[3]
- 1986 Concert, per a flauta i piano
- 1986 4 temes sobre pintures d'Edward Munch, per a trompeta i orgue
- 1986 Animal Ditties VIII, per a altaveu i guitarra
- 1987 Animal Ditties VII, per a altaveus i quintet de metalls[4][5]
- #L'ànec
- #La mantis religiosa
- #LaVaca
- # El rinoceront
- #ElCamell
- #El pop
- #El Squab
- #La Lluerna
- #La vespa
- #El cucut
- 1988/2001 Animal Ditties IV, per a altaveu i tenda de llautó
- # El cucut
- # La marsopa
- #L'ànec
- #El gos
- #TheAnt
- #El centpeus
- # El rinoceront
- #La Mula
- 1989 3 Sonets, per a altaveu, trompa i piano
- 1989 Animal Ditties III, per a altaveu, trompa i piano
- 1990 4 Sketches, per a quintet de metalls[6][7]
- 1992 Diàleg, per a trompa, tuba i piano
- 1993 Animal Ditties VI, per a locutor i quintet de vent
- 1993 Hurry Up, per a 4 trompetes
- 1994 3 Miniatures, per a trompeta i conjunt de vent (o: piano)
- 1995 3 Sketches, per a oboè, trompa i piano
- 1995 Fanfare M.T., per a 9 trompetes
- 1996 Trio per a llautó, per a trompeta, trompa i trombó
- 1997 Mosaics, per a quintet de metalls
- 1999 Concertino, per a trompeta, trombó i conjunt de metalls
- 2006 3 perfils, per a 3 eufoni i 3 tubes
- #Sr. P
- #La nova raça
- # T.J. Bozo
- 2009 Diàleg, per a dues tubes
- Aesops Fables, per a altaveu, trompa i piano
- Quatre temes sobre pintures de Goya, per a trombó i piano
- Statements, per a tuba (trombó contrabaix) i piano[8]

Treballs pedagògics
- Estudis & Duets Llibre I, per a dues trompetes